# Šlomo ibn Gabirol

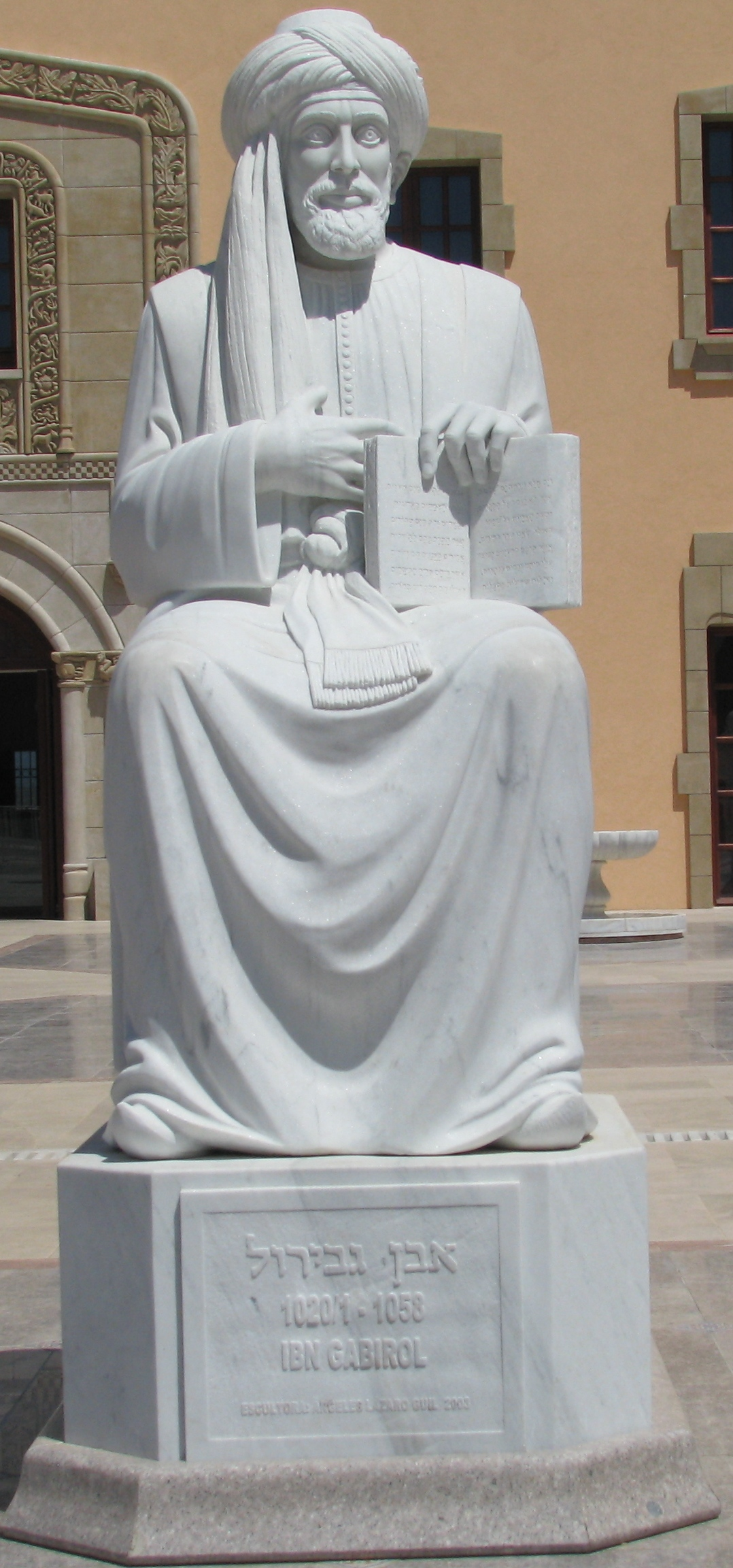
Socha ibn Gabirola v izraelské Caesareji

Šlomo ibn Gabirol (hebrejsky: שלמה אבן גבירול, též Šlomo ben Jehuda, שלמה בן יהודה, latinsky: Avicebron; asi 1020? – asi 1057?) byl židovský filosof, básník a představitel židovského novoplatonismu, který ovlivnil křesťanskou teologii i židovský mysticismus. Je autorem důležitého filosofického díla Pramen života (Fons vitae) a náboženské básně Keter malchut („Koruna království“). Byl prvním významným židovským filosofem ve Španělsku a jedním z nejoriginálnějších středověkých židovských filosofů.

## Biografie
Narodil se v muslimském Španělsku, pravděpodobně v Malaze, a v dětství se s rodinou přestěhoval do Zaragozy. Studoval astronomii, matematiku, logiku, a první básně psal v šestnácti letech. Své velké filosofické dílo Pramen života napsal v arabštině, z originálu se však dochovaly pouze fragmenty a dílo samotné přežilo v přepisu do středověké latiny pod názvem Fons vitae. Řada jeho pijutim se stala součástí židovské liturgie a báseň Keter malchut je recitována během svátku Jom kipur.
Okolnosti jeho smrti nejsou známé. Podle legendy jej měl zavraždit závistivý arabský básník, který jej následně pohřbil v sadu pod fíkovníkem. Strom údajně okamžitě rozkvetl, a to navzdory tomu, že byla zima. O zázraku se doslechl chalífa, který jej nechal vyšetřit. Přitom mělo být objeveno ibn Gabirolovo tělo, načež byl vrah popraven.
Na jeho počest nese jeho jméno jedna z hlavních ulic v Tel Avivu.